# Крепость Кастел

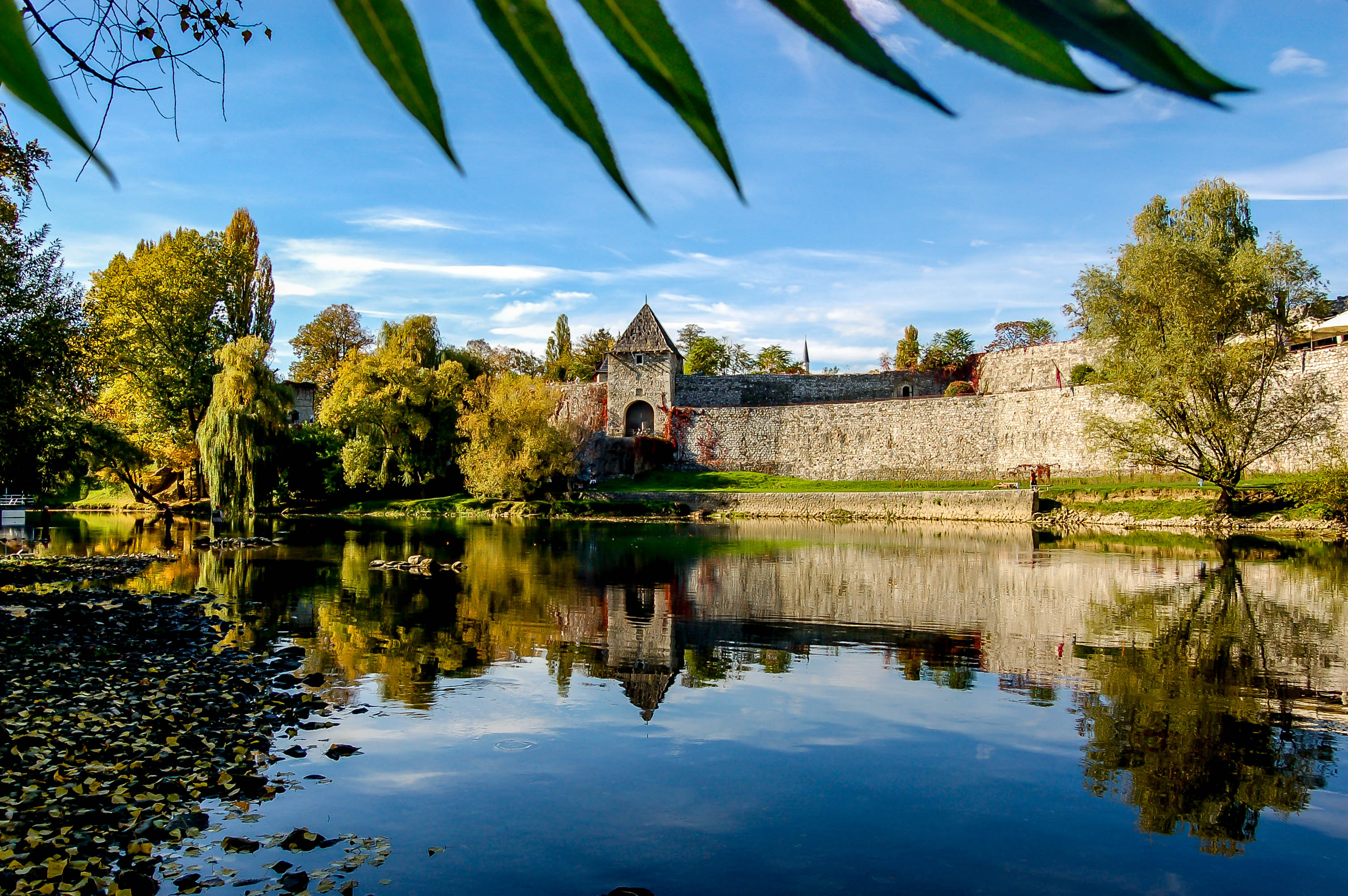

Крепость Кастел (сербохорв. Tvrđava Kastel / Тврђава Кастел) — исторический объект, расположенный в Бане-Луке, Боснии и Герцеговине. Средневековая крепость находится на месте прежних укреплений, восходящих к римским и даже доримским временам. Крепость относительно хорошо сохранилась и является одной из главных достопримечательностей Бани-Луки, расположенной на левом берегу реки Врбас в самом центре города.

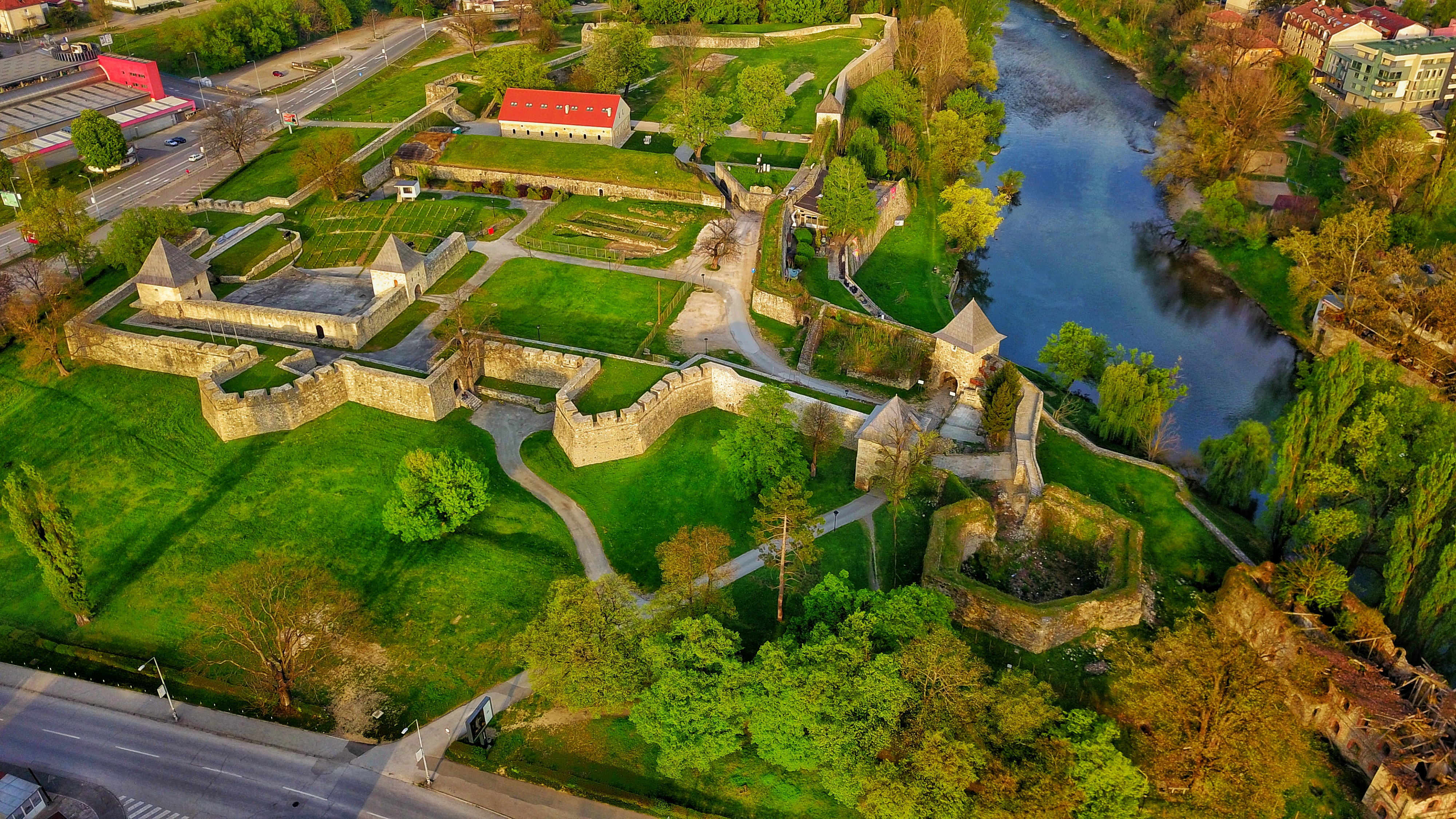

### Кастел сегодня
В настоящее время в бывшем офицерском доме находится Музей Герцеговины.